# Bourneville

Bourneville este o comună în departamentul Eure, Franța. În 1 ianuarie 2018 avea o populație de 1.021 de locuitori.